# باشت
باشت (بالفارسية: باشت) هي منطقة سكنية تقع في محافظة كهكيلويه وبوير أحمد وفي إيران. يقدر عدد سكانها بـ 8,269 نسمة .